# Drömmarnas gränd
Drömmarnas gränd (franska: Porte des Lilas) är en fransk-italiensk dramafilm från 1957 i regi av René Clair.
Filmen baseras på René Fallets roman La Grande Ceinture.

## Rollista i urval
- Pierre Brasseur - Juju
- Georges Brassens - artisten
- Henri Vidal - Pierre Barbier
- Dany Carrel - Maria
- Raymond Bussières - Alphonse
- Amédée - Paulo
- Annette Poivre - Nénette
- Gabrielle Fontan - Mme. Sabatier, Jujus mor
- Alice Tissot - portvaktsfrun